# Кјеза Кантагало (Мачерата)
Кјеза Кантагало (итал. Chiesa Cantagallo) насеље је у Италији у округу Мачерата, региону Марке.
Према процени из 2011. у насељу је живело 13 становника. Насеље се налази на надморској висини од 282 м.